# Arancha Villar Domené
Arancha Villar Domené (Alacant, 6 d'octubre de 1972) és una exgimnasta rítmica valenciana que va ser component de la selecció espanyola en modalitat individual.
Al costat de les gimnastes del conjunt Astrid Sánchez i Carmen Sánchez, va ser exclosa de l'equip nacional poc abans dels Jocs Olímpics de Seül 1988 per superar el pes màxim permès. Posteriorment va fer unes declaracions en les quals deia que el consum de diürètics, substància prohibida pel COI, estava estès entre les seues companyes. Boneva va respondre reconeixent que l'any anterior hi havia hagut problemes perquè alguna gimnasta va prendre per iniciativa pròpia aquests productes per baixar de pes ràpidament després de consell de metges particulars, però que no s'havien tornat a repetir a causa del control existent. El metge de la Federació, Luis González Lago, també va reconèixer que quan va arribar a l'equip 6 mesos enrere, alguna gimnasta havia pres aquest tipus de productes, però que ja no ho feien. Igualment va explicar que la pròpia Arancha li va confessar durant la Gimnasiada de Barcelona que havia pres diürètics després d'acudir amb el seu pare al metge Eufemiano Fuentes sense coneixement de la Federació, després que l'organisme sabés d'aquest fet a través de Raquel Prat, una altra gimnasta de l'equip que l'havia acompanyat a la consulta de Fuentes. El pare d'Arancha va reconèixer que va acudir amb la seua filla a la consulta de Fuentes, però que ell no li va receptar aquest tipus de productes, si no que van ser presos posteriorment per Arancha sense el seu coneixement quan es veia fora de l'equip. Les exgimnastes del conjunt espanyol Marisa Centeno, Ana Martínez i Nuria Salido, també van reconèixer en una roda de premsa a Alacant després de la seua retirada haver pres diürètics.